# Karl V. (Lothringen)

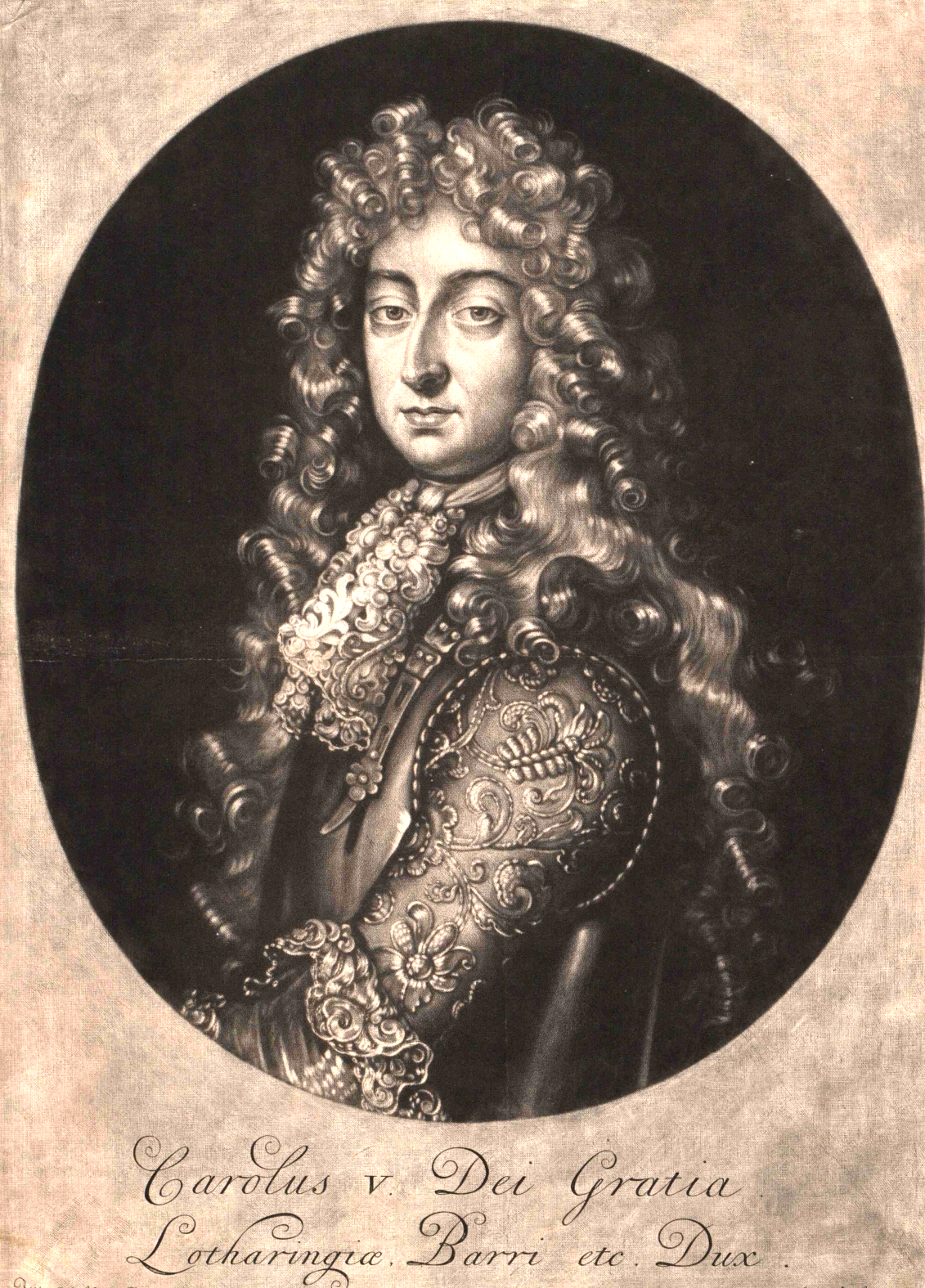
Karl V.

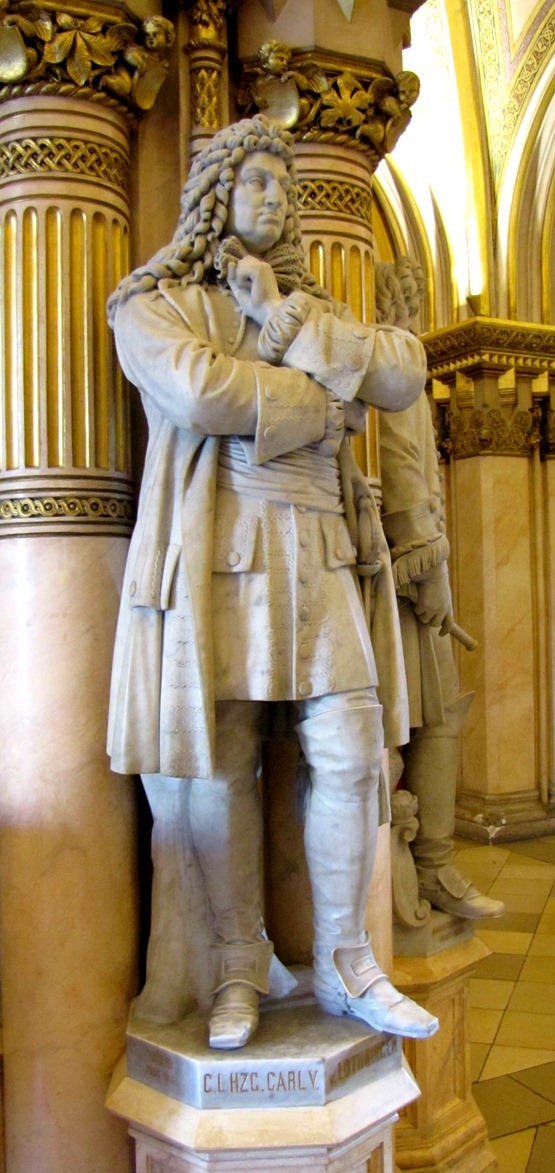
Statue im Heeresgeschichtlichen Museum

Karl V. Leopold, genannt der Herzog ohne Herzogtum, (* 3. April 1643 in Wien; † 18. April 1690 in Wels, Oberösterreich) war Titularherzog von Lothringen und Bar von 1675 bis 1690; er war der Sohn von Herzog Nikolaus Franz und Claudia von Lothringen sowie der Schwager Kaiser Leopolds I.

## Biografie
Karl, der sich stets und hartnäckig Carolus nannte, wurde als jüngerer Sohn für eine kirchliche Laufbahn bestimmt. 1648 wurde er Propst von Saint-Dié und 1649 Abt von Gorze. Der Tod seines älteren Bruders Ferdinand 1659 machte ihn jedoch zum Erben von Lothringen und Bar. Er trat von seinen kirchlichen Ämtern zurück und wechselte zu einer militärischen Karriere.
Ab 1663 stand er in kaiserlichen Diensten, nahm an der Schlacht bei Mogersdorf gegen die Osmanen teil (1. August 1664). 1668/69 bewarb er sich erfolglos um den polnischen Thron. 1671 kämpfte er in Ungarn unter General Johann von Sporck. Bei der Belagerung von Murau in der Steiermark hatte er kommandierenden Rang. Im Jahr darauf war er Befehlshaber der kaiserlichen Kavallerie unter Raimondo Montecuccoli. In der Schlacht bei Seneffe 1674 wurde er am Kopf verwundet. Im September 1675 wurde er zum Generalissimus der kaiserlichen Armeen ernannt, und 1676 nahm er an der Belagerung von Philippsburg teil.
Ebenfalls im September 1675 nahm er den Titel eines Herzogs von Lothringen an, nachdem sein Onkel Karl IV. im gleichen Monat gestorben war. Er wurde auch von allen Staaten Europas – mit Ausnahme Frankreichs, das Lothringen seit 1670 besetzt hielt – als Herzog anerkannt. Durch seine Ehe mit Eleonore Maria Josepha von Österreich wurde er 1678 der Schwager des Kaisers Leopold I. 1679 wurde er zum Statthalter von Tirol und den Vorlanden ernannt. 1678 befehligte er den Übergang der kaiserlichen Armee über den Schwarzwald.
Er war als kaiserlicher Feldherr (1675–1688) an der Schlacht am Kahlenberg am 12. September 1683 und bei der Eroberung von Ofen 1686 entscheidend beteiligt, ebenso wie 1687 an der Rückeroberung Ungarns, Slawoniens und Transsylvaniens (Großer Türkenkrieg, Schlacht bei Mohács). Im Mai 1688 trat er aufgrund einer schweren Erkrankung sein militärisches Amt an Kurfürst Max Emanuel von Bayern ab. Wenig später wurde er reaktiviert und übernahm ein Kommando im Pfälzischen Erbfolgekrieg. Seinem Heer gelang dabei im September 1689 die Rückeroberung von Mainz nach dreimonatiger Belagerung, und anschließend zusammen mit brandenburgischen Truppen die Eroberung von Bonn. Er kehrte vorerst zu seiner Familie nach Innsbruck zurück, wollte dann aber nach Wien reisen, um mit Kaiser Leopold I. über eine umfassende Armeereform zu verhandeln.
Obwohl er sich nicht wohlfühlte, reiste er nach Wien, starb aber am 18. April 1690 in Wels an einer Lungenembolie. Nach Voltaire soll der französische König Ludwig XIV. zu seinem Tod gesagt haben: le plus grand, le plus sage et le plus généreux de mes ennemis est mort – der größte, weiseste und großzügigste meiner Gegner ist gestorben. Karl V. wurde vorerst in der Innsbrucker Jesuitenkirche beigesetzt. Als im Oktober 1697 Frankreich im Frieden von Rijswijk Lothringen wieder freigab, wurde sein Leichnam in die lothringische Hauptstadt Nancy überführt, wo Karl in der Capelle Ducale endgültig die letzte Ruhe fand.

## Ehrungen
Durch die kaiserliche Entschließung von Franz Joseph I. vom 28. Februar 1863 wurde Karl V. in die Liste der „berühmtesten, zur immerwährenden Nacheiferung würdiger Kriegsfürsten und Feldherren Österreichs“ aufgenommen, zu deren Ehren und Andenken auch eine lebensgroße Statue in der Feldherrenhalle des damals neu errichteten k.k. Hofwaffenmuseums (heute: Heeresgeschichtliches Museum Wien) errichtet wurde. Die Statue wurde 1867 von dem Bildhauer Josef Gröbmer aus Carrara-Marmor geschaffen, gewidmet wurde sie von Erzherzog Albrecht.
In Wien-Floridsdorf (21. Bezirk) ist die Karl-Lothringer-Straße nach ihm benannt.
In Nancy ist der Boulevard Charles V nach ihm benannt.

## Nachkommen
Karl heiratete 1678 Eleonore Maria Josepha (1653–1697), Tochter von Kaiser Ferdinand III. und Eleonora Gonzaga, sowie Witwe von Michael Wiśniowiecki, König von Polen; ihre Kinder waren:
1. Leopold von Lothringen (1679–1729), Herzog von Lothringen und Bar
2. Karl III. Joseph von Lothringen (1680–1715), Bischof von Olmütz, Bischof von Osnabrück und Erzbischof von Trier
3. Eleonore von Lothringen (1682–1682)
4. Karl Ferdinand von Lothringen (1683–1685)
5. Joseph Innozenz von Lothringen (1685–1705), kaiserlicher General, gefallen bei Cassano
6. Franz Joseph von Lothringen (1689–1715), Abt von Stablo und Malmedy